# Dysspastus
Dysspastus is een geslacht van vlinders van de familie dominomotten (Autostichidae), uit de onderfamilie Symmocinae.

## Soorten
- D. baldizzonei Gozmany, 1977
- D. cinerascens Gozmany, 1969
- D. demon (Gozmany, 1963)
- D. djinn (Gozmany, 1963)
- D. erroris (Gozmany, 1962)
- D. fallax (Gozmany, 1961)
- D. gracilellus (Turati, 1922)
- D. hartigi Gozmany, 1977
- D. ios Gozmany, 2000
- D. lilliput Gozmany, 1996
- D. mediterraneus (Gozmany, 1957)
- D. musculina (Staudinger, 1870)
- D. perpygmaeella (Walsingham, 1901)
- D. similis (Amsel, 1939)
- D. undecimpunctella (Mann, 1864)